# Iván Castellani
Iván Castellani (Padua, 19 januari 1991) is een volleyballer uit Argentinië, die werd geboren in Italië. Zijn vader Daniel (1961) was als volleyballer tweemaal actief op de Olympische Spelen (1984 en 1988) en gaf als bondscoach zes jaar (1993-1999) leiding aan de Argentijnse nationale ploeg. Castellani eindigde met zijn vaderland op de gedeelde vijfde plaats in de eindrangschikking van de Olympische Spelen 2012 in Londen.